# Manci
I Manci sono una famiglia originaria di Roma e trasferita a Trento, nel XVI secolo per ragioni di commercio ed ascritta al patriziato. Ha dato vari consoli, savi municipali e podestà. Hanno abitato in un palazzo in via Belenzani 14 fino a durante il Novecento.

## Storia

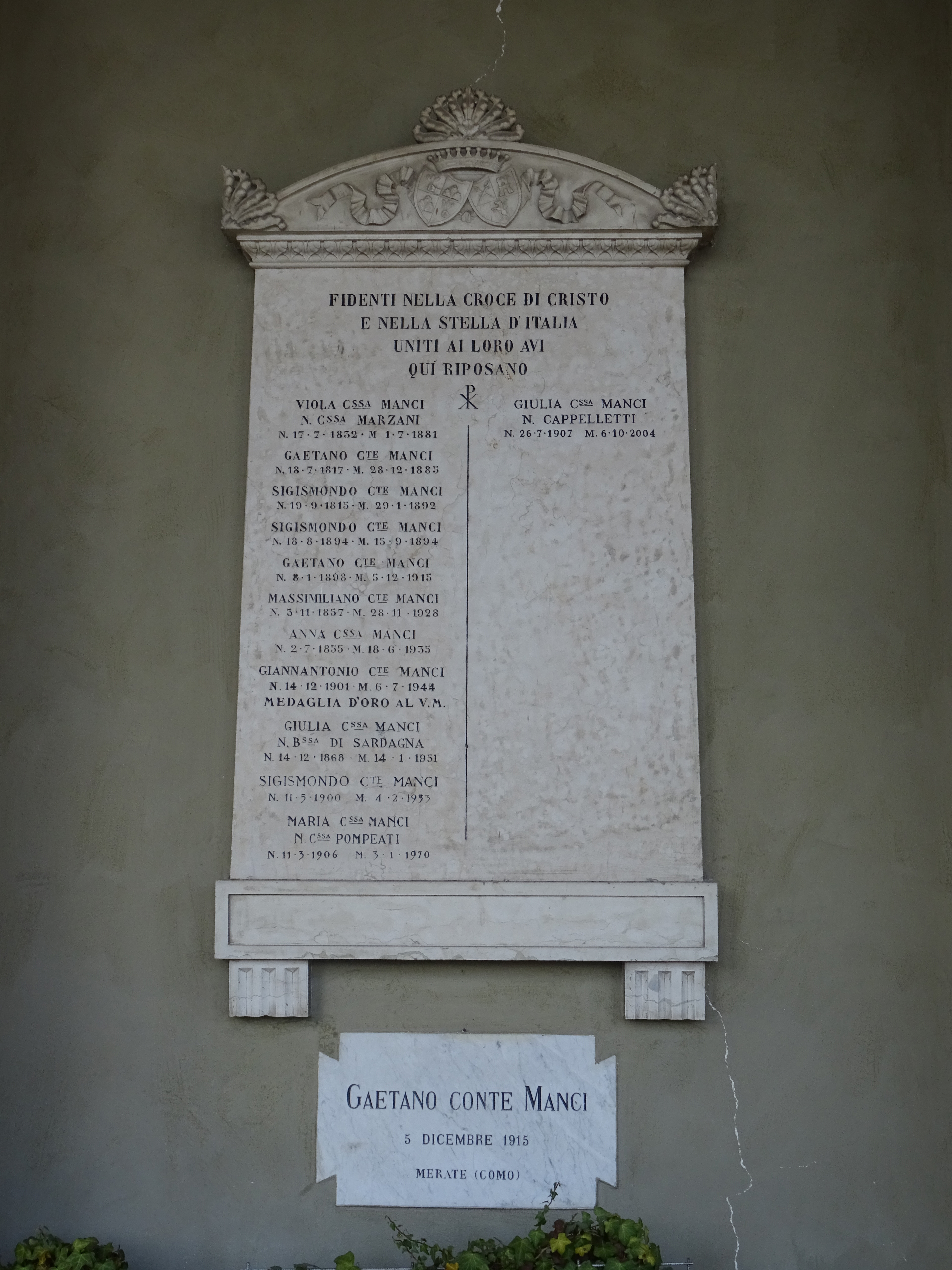
Tomba di famiglia nel cimitero monumentale di Trento

Ottenne il cavalierato dell'impero il 12 luglio 1660 ed il titolo di conte da Maria Teresa come duchessa di Mantova il 6 aprile 1770 con il predicato Ebenheim, la quale concedeva il titolo di conte a Giov. Battista Venturino Manci ed ai suoi discendenti d'ambo i sessi. Nel diploma stesso è ricordata l'antica nobiltà della famiglia e la concessione del cavalierato del Sacro Romano Impero conferito al proavo Bernardino nel 1641 dall'imperatore Ferdinando III. È una variante del cognome Mancini.
Fra i più membri noti della famiglia c'è Giannantonio Manci (1901 - 1944). Durante la seconda guerra mondiale prese parte alla Resistenza e, arrestato dalla Gestapo, si suicidò buttandosi da una finestra per sfuggire alla tortura e non rivelare i nomi dei compagni. A lui è dedicata una via nel centro di Trento.

### Araldica
Arma: Inquartato al primo ed al quarto, troncato di nero e di argento al destrocherio vestito di rosso, uscente dalla punta, attraversante sul tutto e tenente in mano tre spighe d'oro poste in sbarra, al secondo ed al terzo, d'azzurro a tre monti d'argento. Cimiero: Primo il pileo troncato di nero e d'argento e crestato d'oro; secondo un'aquila di nero linguata dello stesso; terzo tre penne di struzzo, una d'argento fra due d'azzurro.